# ViDia Christliche Kliniken Karlsruhe

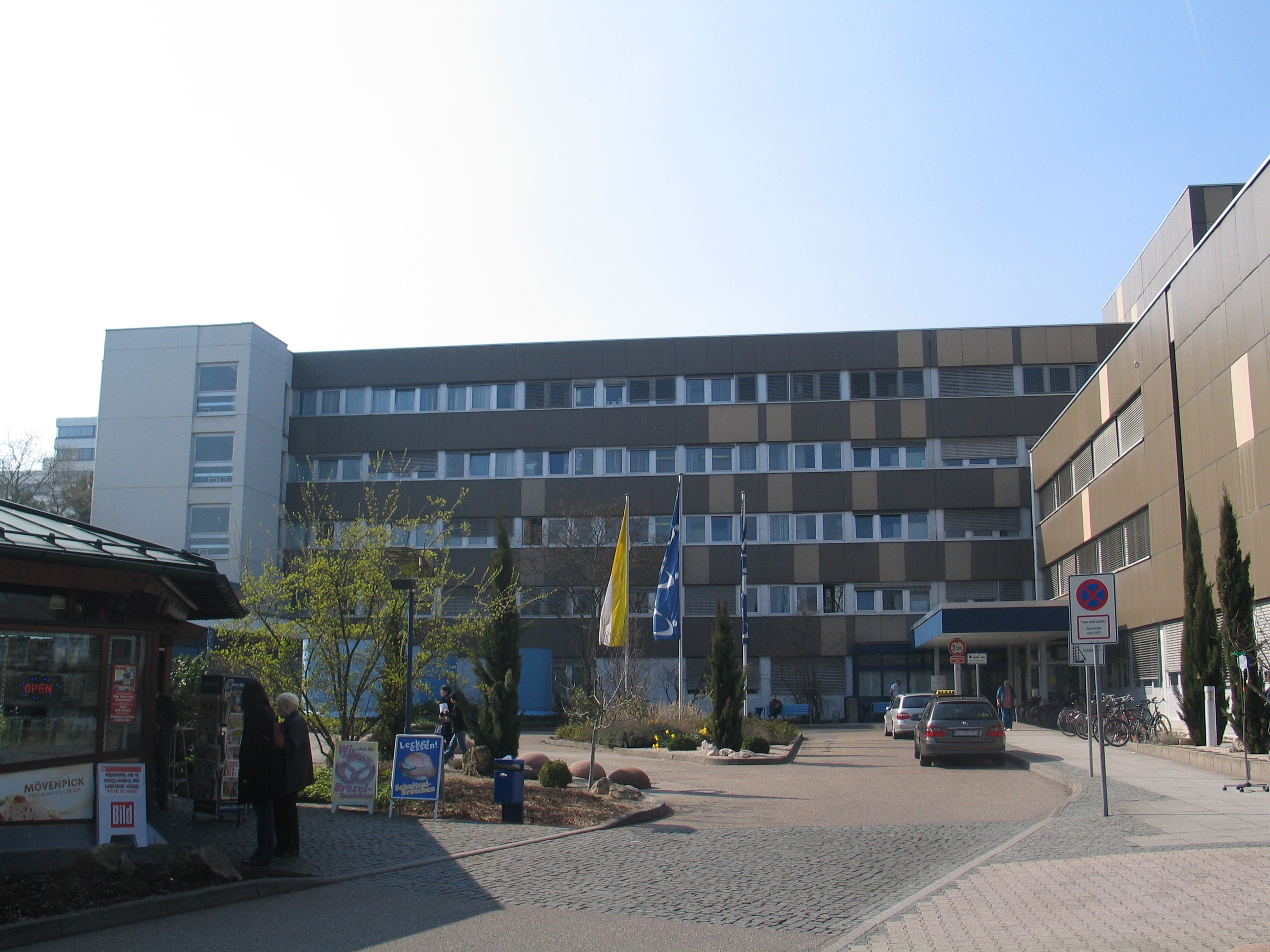
Altes „Neues Vinzenz“ in der Steinhäuserstraße (In Betrieb bis 2022)

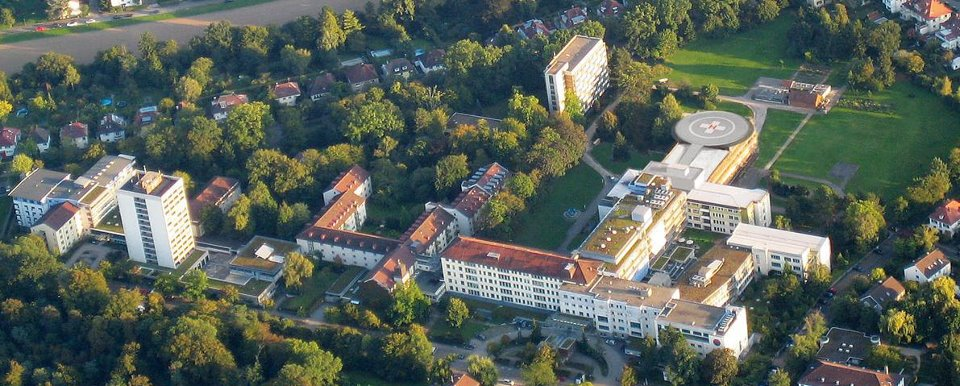
Diakonissenkrankenhaus

ViDia Christliche Kliniken Karlsruhe ist der Name eines Krankenhaus-Verbunds in Karlsruhe. Dieser wurde aus der Fusion zweier vormals selbständiger Krankenhäuser gebildet und besteht aus 24 Kliniken und Instituten. Sie sind Lehrkrankenhäuser der Albert-Ludwigs-Universität Freiburg.

## Geschichte
Im Jahr 2016 fusionierten die beiden vormals selbständigen konfessionellen Krankenhäuser Diakonissenkrankenhaus Karlsruhe-Rüppurr (protestantisch) und St. Vincentius-Kliniken (römisch-katholisch) inklusive St. Marien-Klinik zum heutigen Verbund.

## Eigentümer
Die Vincentius-Diakonissen-Kliniken gemeinnützige AG als Trägerin der ViDia Christlichen Kliniken Karlsruhe befindet sich im Eigentum des St. Vincentius-Vereins Karlsruhe e.V. (71,17 %) und der Diakonissenanstalt Karlsruhe-Rüppurr Körperschaft des öffentlichen Rechts (28,83 %).
Am 17. Februar 2023 bestätigten die beiden Gesellschafter, dass die Diakonissenanstalt bis spätestens Jahresende als Anteilseignerin ausscheiden möchte, um sich künftig auf die Altenpflege zu konzentrieren. Der St. Vincentius-Verein wird damit Alleineigentümer der ViDia-Kliniken werden.

## Standorte
Der Verbund betreibt Einrichtungen an drei Standorten in der Karlsruher Südweststadt sowie im Karlsruher Stadtteil Rüppurr:
- Südendstraße 32 („altes Vinzenz“)
- Steinhäuserstraße 18 („neues Vinzenz“)
- Edgar-von-Gierke-Straße 2 (St. Marien-Klinik)
- Diakonissenstraße 28 (Diakonissenkrankenhaus)

Am Standort Steinhäuserstraße entstand seit 2016 ein Klinikneubau, welcher im Januar 2022 bezogen werden konnte. Hier wurden die Klinik für Orthopädie aus der Steinhäuserstraße (Altbau), die Kliniken für Unfallchirurgie aus der Südendstraße, sowie die HNO-Kliniken aus Vincentius- und Diakonissenkrankenhaus zusammengeführt.
Zudem zogen die Akutgeriatrie aus Rüppurr, sowie das Institut für Pathologie aus der Südendstraße 37 in den Neubau. Die Klinik für Diagnostische und Interventionelle Radiologie sowie die Klinik für Anästhesie, Intensiv- und Notfallmedizin sind als standortübergreifende Kliniken ebenfalls im Neubau vertreten. Eine Klinik für Wirbelsäulentherapie wurde neu im Neubau der Steinhäuserstraße etabliert. Bis zur Fusion der beiden Augenkliniken im Diakonissenkrankenhaus am 22. Mai 2023 war die Augenklinik ebenfalls vorübergehend im Neubau untergebracht.
Der auf dem Dach des Neubaus entstandene Hubschrauberlandeplatz mitsamt eines Hangars für den in Karlsruhe stationierten Rettungshubschrauber Christoph 43 ist – Stand Januar 2025 – nach langer Verzögerung um ganze drei Jahre nun auch endlich in Betrieb.
Das alte Gebäude in der Steinhäuserstraße sollte nach Fertigstellung des Neubaus abgerissen werden, um Platz für einen zweiten Bauabschnitt zu schaffen, der ab etwa 2028 den Standort Südendstraße ersetzen sollte. Im November 2022 gab der Vorstandsvorsitzende Richard Wentges jedoch bekannt, dass aus „wirtschaftlichen Gründen“ der zweite Bauabschnitt am Standort Steinhäuserstraße vorerst nicht realisiert werde.
Die Fusion von bisher sowohl im Diakonissenkrankenhaus als auch in den St. Vincentius-Kliniken vorgehaltenen Kliniken wurde bis Ende 2023 abgeschlossen. Als Gund hierfür gab Wentges, neben höherer Wirtschaftlichkeit, einen „eklatanten Fachkräftemangel“ an. Man erhoffe sich dadurch die Stabilisierung der Dienstpläne.

### Weitgehende Einstellung der stationären Akutversorgung am Diakonissenkrankenhaus 2023
Zum 1. November 2022 wurde die Intensivstation am Diakonissenkrankenhaus geschlossen und das Personal auf die bestehenden Intensivstationen an den Standorten Südendstraße und Steinhäuserstraße verteilt. Eine Überwachungsstation (IMC) verblieb jedoch am Standort.
Zum 22. Mai 2023 wurden die beiden Augenkliniken am Standort Rüppurr zusammengeführt. Die neue Augenklinik wird gemeinsam von den bisherigen Klinikdirektoren geleitet. Die Kliniken für Gynäkologie und Geburtshilfe sollten ursprünglich ebenfalls dort zusammengeführt werden, wurden nach einer Umplanung aus logistischen Gründen nun aber in der St. Marien-Klinik in der Edgar-von-Gierke-Straße 2 (neben dem Neubau in der Steinhäuserstraße) zusammengeführt und sind dort seit dem 27. Dezember 2023 in Betrieb.
Am 14. Februar 2023 berichtete Baden TV darüber, dass die Akutversorgung am Standort Rüppurr – bis auf wenige Ausnahmen – noch im Jahr 2023 komplett aufgegeben werden soll. Betroffen seien sämtliche Akutkliniken mit Ausnahme der Klinik für Psychosomatische Medizin sowie der rehabilitativen Geriatrie. Die Augenklinik, für die bis Mai 2023 ein OP-Neubau errichtet wurde, verbleibt am Standort Rüppurr. Entgegen noch im Dezember 2020 kommunizierter Pläne soll auch die Klinik für Gynäkologie und Geburtshilfe, die erst vor wenigen Jahren einen Neubau bezogen hat, Rüppurr verlassen. Als Kompensation seien die Etablierung eines Zentrums für Ambulante Operationen sowie Ansiedlung weiterer Arztpraxen geplant. Begründet werden die Maßnahmen mit einem Leistungseinbruch der Vidia-Kliniken um 15 % gegenüber 2019, Personalmangel und einer dadurch entstandenen finanziellen Schieflage. Am 15. Februar 2023 bestätigte das Unternehmen den Bericht in einer Pressemitteilung.
Zum 1. Mai 2023 wurden die beiden Kliniken für Gynäkologie und Geburtshilfe unter der Leitung von Oliver Tomé, dem bisherigen Direktor der Klinik für Gynäkologie und Geburtshilfe der St. Vincentius-Kliniken, fusioniert. Die bisherige langjährige Klinikdirektorin der Klinik am Standort Diakonissenkrankenhaus Rüppurr, Daniela Hornung, hat das Unternehmen verlassen. Ende 2023 wurden die Frauenkliniken am Standort Edgar-von-Gierke Straße zusammengeführt und damit der Standort Diakonissenkrankenhaus aufgegeben.
Noch Ende Mai 2023 wurden die beiden Allgemein- und Viszeralchirurgischen Kliniken, die Klinik für Gastroenterologie, sowie die Klinik für Allgemeine Innere Medizin, Diabetologie und Endokrinologie am Standort Südendstraße zusammengeführt. Im Zuge der Fusion hat auch der bisherige Klinikdirektor der Klinik für Allgemein-, Viszeral- und Gefäßchirurgie am Standort Diakonissenkrankenhaus Rüppurr, Jörg Sturm, das Unternehmen verlassen.

## Leistungen
Die Kliniken der ViDia bilden Kliniken der Schwerpunktversorgung, welche das komplette Spektrum der Akutversorgung für die Region Mittlerer Oberrhein/Nordschwarzwald abdecken. Jährlich werden rund 50.000 Patienten stationär und rund 150.000 Patienten ambulant versorgt. Hinzu kommen rund 3200 Geburten. Es besteht eine Gesundheits- und Krankenpflegeschule mit 296 Ausbildungsplätzen.

## Kliniken, Institute und Zentren
Die ViDia-Kliniken verfügen über 20 Kliniken und Institute, sowie Notaufnahmen an den Standorten Südendstraße und Steinhäuserstraße. Hinzu kommen zwei Medizinische Versorgungszentren (MVZ) mit zusammen zehn Fachgebieten, sowie zertifizierte Zentren.

### Kliniken und Institute

#### Medizinische und Radiologische Kliniken, Psychosomatische Medizin („nicht-schneidende Disziplinen“)
Die medizinischen Kliniken befinden sich seit der Fusion 2023 hauptsächlich an den Standorten Südendstraße (St. Vincentius-Kliniken). Lediglich die Klinik für Radioonkologie mitsamt Palliativstation, die Akutgeriatrischen Stationen, sowie ein Teil der Onkologie finden sich am Standort Steinhäuserstraße/Edgar-von-Gierke-Straße. Die Klinik für Diagnostische und Interventionelle Radiologie ist an allen drei Standorten vertreten.
| Klinik                                                                    | Standort(e)                                                                                    | Sektionen, Zentren, MVZ | Zertifikate 1 | Leitung                          |
| ------------------------------------------------------------------------- | ---------------------------------------------------------------------------------------------- | --- | --- | -------------------------------- |
| Klinik für Diabetologie und Endokrinologie                                | Diakonissenkrankenhaus (nur MVZ) Südendstraße                                                  | MVZ Endokrinologie Diabeteszentrum                                                                                          | Diabeteszentrum (DDG) | Felix Flohr                      |
| Klinik für Gastroenterologie und Hepatologie                              | Diakonissenkrankenhaus (nur ambulante Behandlungen) Südendstraße                               | Zentrum für Endoskopie und Sonographie (ZEuS) Notaufnahme Südendstraße                                                      | | Thomas Zöpf                      |
| Klinik für Geriatrie                                                      | Diakonissenkrankenhaus (Rehabilitative Geriatrie) Steinhäuserstraße (Akut- und Orthogeriatire) | Geriatrisches Zentrum mit * Akutgeriatrie * Ortho-Geriatrie * Rehabilitative Geriatrie * Mobile geriatrische Rehabilitation | Qualitätssiegel Geriatrie | Brigitte R. Metz                 |
| Klinik für Hämatologie, Onkologie, Immunologie und Palliativmedizin       | Südendstraße Edgar-von-Gierke-Straße                                                           | Palliativstation | Onkologisches Zentrum (DKG) | Christian Meyer zum Büschenfelde |
| Klinik für Kardiologie, Intensivmedizin und Angiologie                    | Südendstraße                                                                                   | Chest-Pain-Unit Cardiac-Arrest-Center                                                                                       | Chest-Pain-Unit (DGK) Mitralklappen-Zentrum (DGK) Stätte der Zusatzqualifikation Interventionelle Kardiologie (DGK) Cardiac Arrest Center (GRC) | Claudius Jacobshagen             |
| Klinik für Pneumologie und Schlafmedizin                                  | Südendstraße                                                                                   | Lungenkrebszentrum Schlaflabor                                                                                              | Lungenkrebszentrum (DKG) | Konstantin Mayer                 |
| Klinik für Diagnostische und Interventionelle Radiologie                  | Diakonissenkrankenhaus Steinhäuserstraße Südendstraße                                          | | | Karl-Jürgen Lehmann              |
| Klinik für Nuklearmedizin                                                 | Südendstraße                                                                                   | MVZ Nuklearmedizin | | Jürgen G. Schneider              |
| Klinik für Strahlentherapie, Radiologische Onkologie und Palliativmedizin | Steinhäuserstraße Edgar-von-Gierke-Straße                                                      | MVZ Strahlentherapie Palliativstation                                                                                       | | Johannes Claßen                  |
| Klinik für Psychosomatische Medizin und Psychotherapie                    | Diakonissenkrankenhaus                                                                         | | | Winfried Astheimer               |

#### Chirurgische, Gynäkologische und Kopfkliniken („schneidende Disziplinen“)
Die Klinik für Orthopädie bildet zusammen mit der Klinik für Unfall-, Handchirurgie und Sportmedizin sowie der Klinik für Wirbelsäulentherapie das sogenannte Muskuloskelettale Zentrum (MSZ) im Neubau Steinhäuserstraße. Hier findet sich auch die HNO-Klinik. Die Klinik für Geburtshilfe und Gynäkologie findet sich inzwischen ausschließlich am Standort Edgar-von-Gierke-Straße. Das Diakonissenkrankenhaus in Rüppurr verfügt über eine Augenklinik sowie über ein Ambulantes Operationszentrum (AOZ). Am Standort Südendstraße befindet sich eine Allgemein-, Viszeral- und Gefäßchirurgie und zudem die Klinik für Thoraxchirurgie. Die Allgemein-, Viszeral- und Gefäßchirurgie ist ebenso im Neubau der Steinhäuserstraße vertreten. Die Kliniken für Anästhesie sind folglich an allen vier Standorten vertreten.
| Klinik                                                                                      | Standort(e)                    | Sektionen, Zentren, MVZ | Zertifikate 2 | Leitung                        |
| ------------------------------------------------------------------------------------------- | ------------------------------ | --- | --- | ------------------------------ |
| Klinik für Allgemein-, Viszeral- und Gefäßchirurgie                                         | Südendstraße                   | Sektion Gefäßmedizin Darmkrebszentrum Pankreaskrebszentrum                                                                                            | Viszeralonkologisches Zentrum (DKG) mit * Darmkrebszentrum * Pankreaskrebszentrum                                                        | Oliver Drognitz                |
| Zentrum für Anästhesie, Intensiv- und Notfallmedizin                                        | Steinhäuserstraße Südendstraße | MVZ Anästhesie | | Michael Henrich Zentrumsleiter |
| Zentrum für Anästhesie, Intensiv- und Notfallmedizin                                        | Diakonissenstraße              | MVZ Anästhesie | Thomas Arldt Chefarzt am Standort Diakonissenkrankenhaus                                                                                 |                                |
| Klinik für Orthopädie Teil des Muskuloskelettalen Zentrums                                  | Steinhäuserstraße              | Endoprothetikzentrum Kniezentrum | EndoProthetikZentrum der Maximalversorgung (endoCert) Kniezentrum                                                                        | Stephan Kirschner              |
| Klinik für Thoraxchirurgie                                                                  | Südendstraße                   | Lungenkrebszentrum | Lungenkrebszentrum (DKG) | Thomas Schneider               |
| Klinik für Unfall-, Handchirurgie und Sportmedizin Teil des Muskuloskelettalen Zentrums     | Steinhäuserstraße              | Schulter- und Ellenbogenzentrum Zentrum für Alterstraumatologie Regionales Traumazentrum Sektion Plastische, Ästhetische und Rekonstruktive Chirurgie | Regionales Traumazentrum (DGU) Deutsches Schulter- und Ellenbogenzentrum (DVSE)                                                          | Lars-Johannes Lehmann          |
| Klinik für Wirbelsäulentherapie Teil des Muskuloskelettalen Zentrums                        | Steinhäuserstraße              | | | Erbay Salman                   |
| Augenklinik                                                                                 | Diakonissenstraße              | | | Christian Scheib Wolfgang Lieb |
| Klinik für Hals-Nasen-Ohrenheilkunde, Kopf- und Halschirurgie, plastische Gesichtschirurgie | Steinhäuserstraße              | Kopf-Hals-Tumorzentrum Ohrenschwerpunkt Karlsruhe | Kopf-Hals-Tumorzentrum (DKG) | Serena Preyer                  |
| Klinik für Gynäkologie und Geburtshilfe                                                     | Edgar-von-Gierke-Straße        | Gynäkologisches Krebszentrum Brustzentrum Dysplasie-Sprechstunde Endometriosezentrum Kontinenz- und Beckenbodenzentrum                                | Gynäkologisches Krebszentrum (DKG) Kooperatives Brustzentrum (DKG) Dysplasie-Sprechstunde (DKG) Klinisch-wiss. Endometriosezentrum (SEF) | Oliver Tomé                    |

#### Institut für Pathologie
Die ViDia-Kliniken verfügen am Standort Steinhäuserstraße über ein Pathologisches Institut unter der Leitung von Arno Dimmler.

### Zentren

#### Zertifizierte Krebszentren
In den ViDia-Kliniken finden sich folgende von der DKG/OncoZert zertifizierte Krebszentren.
- Onkologisches Zentrum
- Brustzentrum
- Gynäkologisches Krebszentrum
- Dysplasie-Einheit
- Kopf-Hals-Tumorzentrum
- Lungenkrebszentrum
- Viszeralonkologisches Zentrum mit
  - Dramkrebszentrum
  - Pankreaskrebszentrum

Weitere Schwerpunktzentren sind in den Tabellen bei den einzelnen Kliniken gelistet.

### Medizinische Versorgungszentren (MVZ)
Die ViDia-Kliniken betreiben ein Medizinisches Versorgungszentrum in Rastatt sowie ein weiteres am Standort ihrer Kliniken und in Zweigpraxen im Karlsruher Stadtgebiet. Angeboten werden Leistungen in folgenden Fachgebieten (Stand 10/2022):

#### MVZ der ViDia Kliniken Karlsruhe
- Anästhesie
- Augenheilkunde (Zweigpraxis)
- Endokrinologie
- Hals-Nasen-Ohrenheilkunde (Zweigpraxis)
- Nuklearmedizin
- Pneumologie
- Strahlenheilkunde

#### MVZ am Schlossplatz Rastatt
- Augenheilkunde
- Orthopädie
- Pneumologie